# Волфганг Кристоф фон Папенхайм
Волфганг Кристоф фон Папенхайм (на немски: Wolfgang Christoph von Pappenheim; * 4 ноември 1567; † 22 август 1635) е имперски наследствен маршал на Папенхайм в Бавария от линията Щюлингенот 1612 до 1619 г., също 1621 г.

## Биография
Той е големият син на маршал Волфганг II фон Папенхайм (1535 – 1585) и съпругата му Магдалена фон Папенхайм († 24 юни 1602) от линията Папенхайм-Алесхайм, дъщеря на Кристоф фон Папенхайм Стари († 1562) и втората му съпруга Барбара Готцман († 1576). Майка му се омъжва втори път през 1590 г. за Кристоф Улрих фон Папенхайм (1546 – 1599). Брат е на бездетния Вилхелм IV (1569 – 1621).
Бездетният му чичо Филип фон Папенхайм († 13 ноември 1619), който въвежда реформацията в Грьоненбах, го определя за свой наследник.
След следването му в Алтдорф и Женева, където научава също френски език, Волфганг Кристоф се занимава с лов и също с църквата и училищата в Папенхайм. През 1609 – 1610 г. той дарява един орган в старата църква и заплатата за един органист. Също той дарява стипендии на някои младежи, за да ги изпрати в университети.
С по-малкия му брат Вилхелм IV разделят собствеността. Волфганг Кристоф получава половината от собственостите в Алгой (Бад Грьоненбах, замък Ротенщайн, замък Калден), също една част от господството Папенхайм и дворец Трендел. Наследява през 1619 г. бездетния си чичо Филип фон Папенхайм. Император Фердинанд II го прави през 1622 г. старейшина на господарите фон Папенхайм. След една година, 1623, курфюрст Йохан Георг II от Саксония го прави унтер-маршал.
Волфганг Кристоф фон Папенхайм се жени за Анна Мария Гюс фон Гюсенберг († 24 декември 1635). Бракът е бездетен.
Преди да избухне Тридесетгодишната война той разширява резиденцията си в град Папенхайм. През 1631 г. в двореца и града Папенхайм се настанява един императорски гарнизон. Понеже е болен, той трябва да напусне Папенхайм и отива на лечение във Вилдбад във Вемдинг и по-късно в Улм и Меминген. Меминген е окупиран през 1632 г., Волфганг Кристоф е арестуван и закаран през Тирол в Ландау. През 1634 г. е освободен, след доказаната му невинност и отива в Улм. С паспорт от император Фердинанд II той може със съпругата си, 1635 г., без проблеми да стигне до Папенхайм. Той се връща в Папенхайм на 15 август 1635 г. и след няколко дена умира на 22 август на 69 години.
Той умира бездетен и завещава собствеността си на братовчед си Максимилиан фон Папенхайм. Същата година умира и съпругата му Анна Мария на 24 декември на 62 години.